# 토리곁 장치
토리곁 장치(영어: juxtaglomerular apparatus)는 신장의 구조물 중 하나로, 각 네프론의 기능을 조절하는 역할을 가진다. 사구체옆 장치, 방사구체장치(傍絲球體裝置)라고도 한다.
토리곁 장치는 아래와 같은 3가지 종류의 세포로 구성된다.
1. 치밀반(macula densa): 원위 직선 세뇨관(헨레 고리의 두꺼운 상행 사지)에 있는 치밀반, 그 후에 원위 굴곡 세뇨관이 시작된다.
2. 토리곁 세포: 레닌을 분비
3. 사구체밖 혈관사이 세포(extraglomerular mesangial cell)

## 같이 보기
- 콩팥
- 신소체
- 고알도스테론혈증
- 요세관토리되먹임
- 레닌 앤지오텐신계